# Laccophilus baturitiensis
Laccophilus baturitiensis är en skalbaggsart som beskrevs av Lars Hendrich och Michael Balke 1995. Laccophilus baturitiensis ingår i släktet Laccophilus och familjen dykare. Inga underarter finns listade i Catalogue of Life.